# Ваттове море
Ваттове море, часом Ваденське море (нім. Wattenmeer, дан. Vadehavet, нід. Waddenzee, фриз. Waadsee) — назва, прийнята у Північній Європі для частини Атлантичного океану — мілководної морської ділянки площею близько 10 тис. км², розташованої біля узбережжя Данії, Німеччини і Нідерландів. Відокремлене від Атлантичного океану і Північного моря ланцюжком Фризьких островів. Назву «Ваттове море» також екстраполюють на інші типові приклади літоралі: затоку Сан-Франциско, Затока Фанді, корейське узбережжя Жовтого моря.
У 2009 році 66 % території Ваттового моря було включено у список об'єктів Світової спадщини ЮНЕСКО в Нідерландах і Німеччині як «одна з останніх масштабних природних екосистем припливної зони, в яких природні процеси продовжують функціонувати значною мірою без втручання людини».

## Географія
Низка ват і лагун тягнеться приблизно на 500 км від Ден-Гелдера на південному заході (Нідерланди) до селища Скалінґен (поблизу Есб'єрга) на північному сході (Данія). Займає площу близько 10 тис. км². Включає затоки (лагунного типу) Ваддензе (північна частина колишньої бухти Зейдерзе), Лауверсзе, естуарії річок Емс (бухта Долларт), Везер, Ельби, бухту Ядебузен і частину Гельголандської бухти. Відокремлено від основної акваторії Північного моря пасмом Фризьких (Ваттових) островів. У Гельголандській бухті роль бар'єрних виконують острови Альті-Меллум, Шархерн і Тріше.
Найбільша з акваторій, складових Ваттового моря, — затока Ваддензе (нід. Waddenzee), розташована між узбережжям Нідерландів і Західно-Фризькими островами. Відокремлено від озера Ейсселмер греблею Афслейтдейк. Включає вати Фризький ват (Friese Wad) і Ґронінґенський ват (Groninger Wad).
Ваттове узбережжя Північного моря в основному сформувалося у X–XIV століттях, після того як торф'яні відкладення, раніше відокремлені від океану піщаними дюнами (сьогоденні Фризькі острови), були зруйновані і змиті в результаті штормових припливів води (див. Список повеней в Нідерландах).
Двічі на день море осушується відпливом і наповнюється під час припливу, що являє собою типову літоральну зону. Має значні запаси природного газу. Острови та узбережжя моря оточені літоральними пляжами, під час відпливу вкритими мулом (так званим «ватом»), та є дуже важливим місцем прихистку численних представників тваринного світу, зокрема птахів, для захисту яких тут діє три національних парки. Також на узбережжі моря та островах усіх трьох країн розташовано багато важливих туристичних центрів.

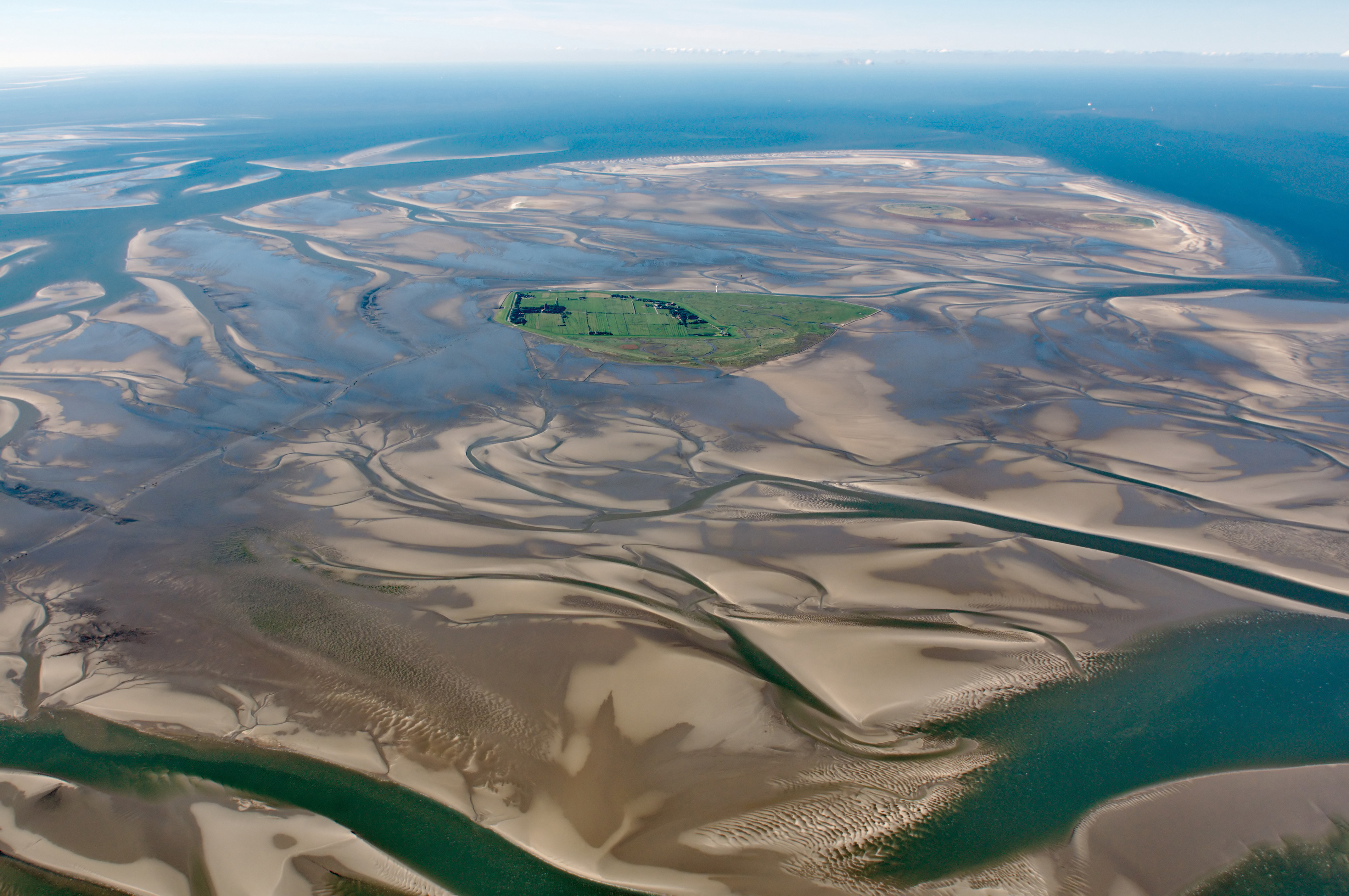
Мілководдя Ваденського моря

## Клімат
Акваторія моря лежить у помірному кліматичному поясі. Над цією частиною моря (як над усією акваторією Північного) увесь рік панують помірні повітряні маси. Переважає західний вітер. Значні сезонні коливання температури повітря. Зволоження достатнє. Цілий рік переважає циклонічна діяльність, погода мінлива, часті шторми. Відносно тепла зима з нестійкою погодою і сильними вітрами; прохолодне літо з більш спокійною погодою.

## Біологія
Акваторія моря лежить в екорегіоні Північного моря бореальної атлантичної морської зоогеографічної провінції. Зоогеографічно донна фауна континентального шельфу й острівних мілин до глибини 200 м належить до атлантичної області бореальної зони.

## Території, що охороняються
Ваттове море омиває три країни: Данію, Нідерланди та Німеччини. Також воно має багату флору і фауну і високу біологічну продуктивність. Особливо важливу роль море відіграє для збереження популяцій тварин північного заходу Європи. Тут виводяться мальки майже всього поголів'я камбали Північного моря; від стану ват залежить центральноєвропейська популяція звичайного тюленя. Кількість перелітних птахів, що зупиняються тут під час щорічних міграцій, за деякими оцінками сягає 20 млн.
Значна частина моря з 1978 року охороняється в рамках міжнародного співробітництва Нідерландів, Німеччини і Данії. У 1982 році прийнята Спільна декларація з охорони Ваттового моря, у 1997 прийнято Тристоронній план із Ватового моря. Популяція звичайного тюленя охороняється з 1990 року в рамках Угоди щодо збереження тюленів у Ваттовому морі.
- Національний парк Гамбурзькі вати
- Національний парк Вавдденське море
- Національний парк Шлезвіг-Гольштейнські вати
- Національний парк Вавдденське море (Данія)
- Національний парк Нижньосаксонські вати

## Відпочинок

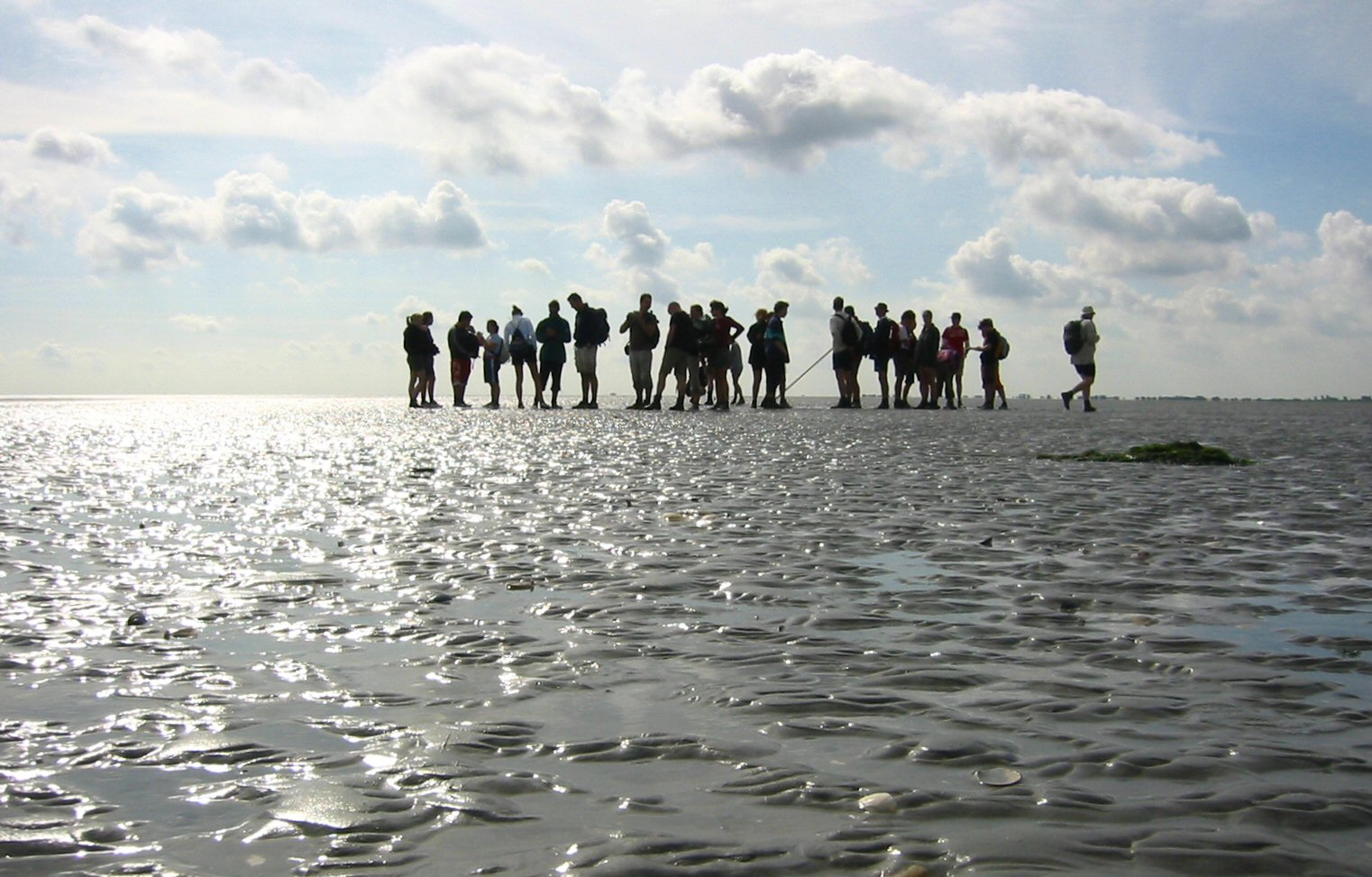
Грязьова хода біля Пітербюрена, Нідерланди

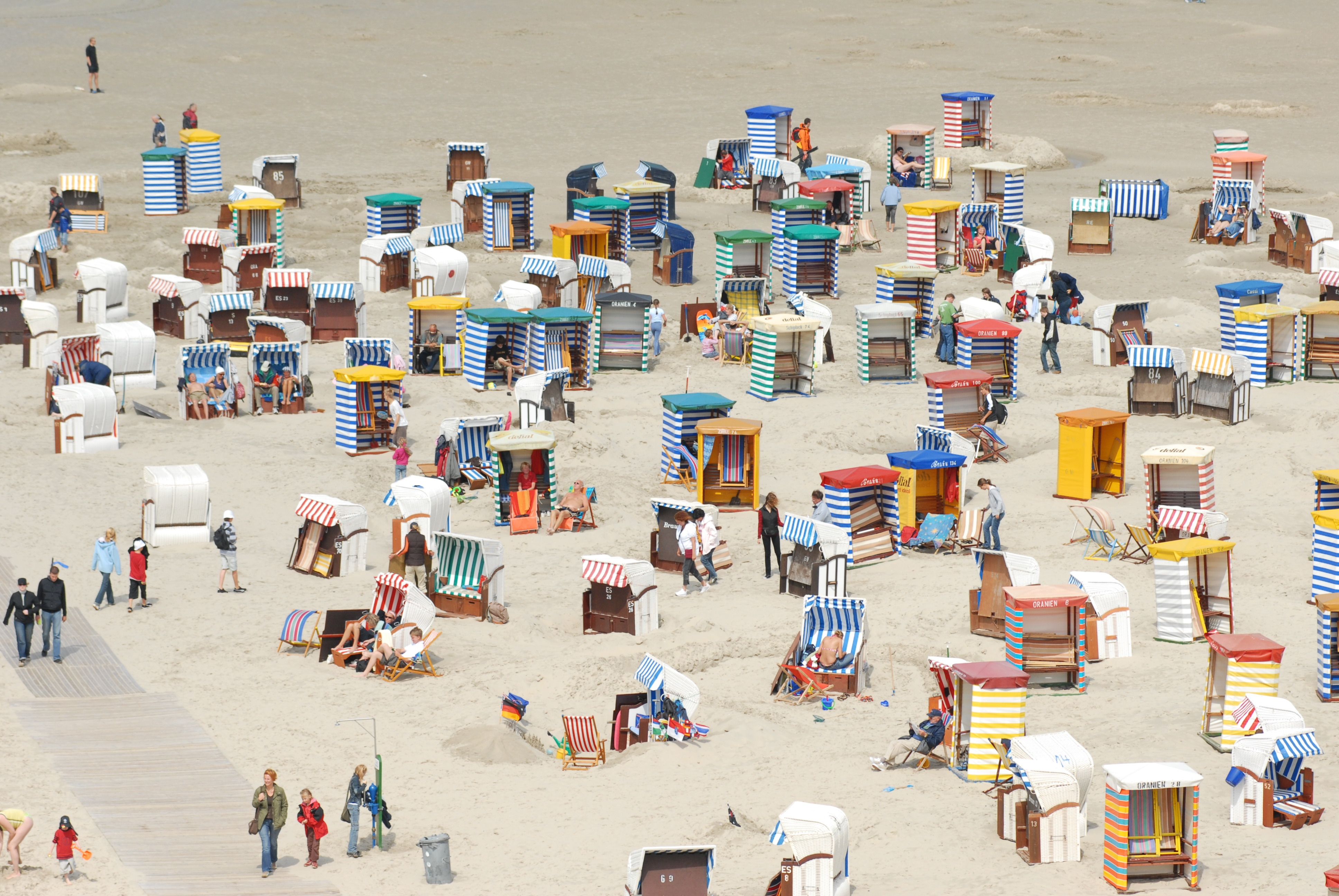
Відпочинок на пляжних кріслах

Багато островів Ваттового моря стали поширеними місцями відпочинку, починаючи з ХІХ століття. Грязьові ходи, тобто піші прогулянки грязьовими обмілинами під час відливу, є особливим видом активного відпочинку цього краю. Це також сприятливе місце для катання на човнах.

## У культурі
Німецька частина Ваттового моря була місцем дій роману Ерскіна Чайлдерса 1903 року «Загадка пісків» і роману Ельзи Урі 1915 року «Нестекхен у дитячому санаторії».